# عبودان
عبودان قرية سوريّة تتبع إداريّاً لمحافظة حلب منطقة عفرين ناحية مركز بلبل، بلغ تعداد سكانها 415 نسمة حسب التعداد السكاني لعام 2004.